# Bugatti Type 53
Pour les articles homonymes, voir Bugatti (homonymie) et 53.
La Bugatti Type 53 est une voiture de sport du constructeur automobile Bugatti, conçue par Ettore Bugatti à 3 exemplaires entre 1931 et 1932, variante expérimentale à transmission intégrale de course de côte des Bugatti Type 50A, 51, 54 et 59.

## Historique
Ce modèle de voiture de sport dédié aux courses de côte est une variante expérimentale à transmission intégrale des Bugatti Type 50A et 54 de Grand Prix automobile à moteur 8 cylindres en ligne DACT 16 soupapes de 5 litres de cylindrée, suralimenté à compresseur Roots et double carburateur Zénith, de 300 ch,,,.

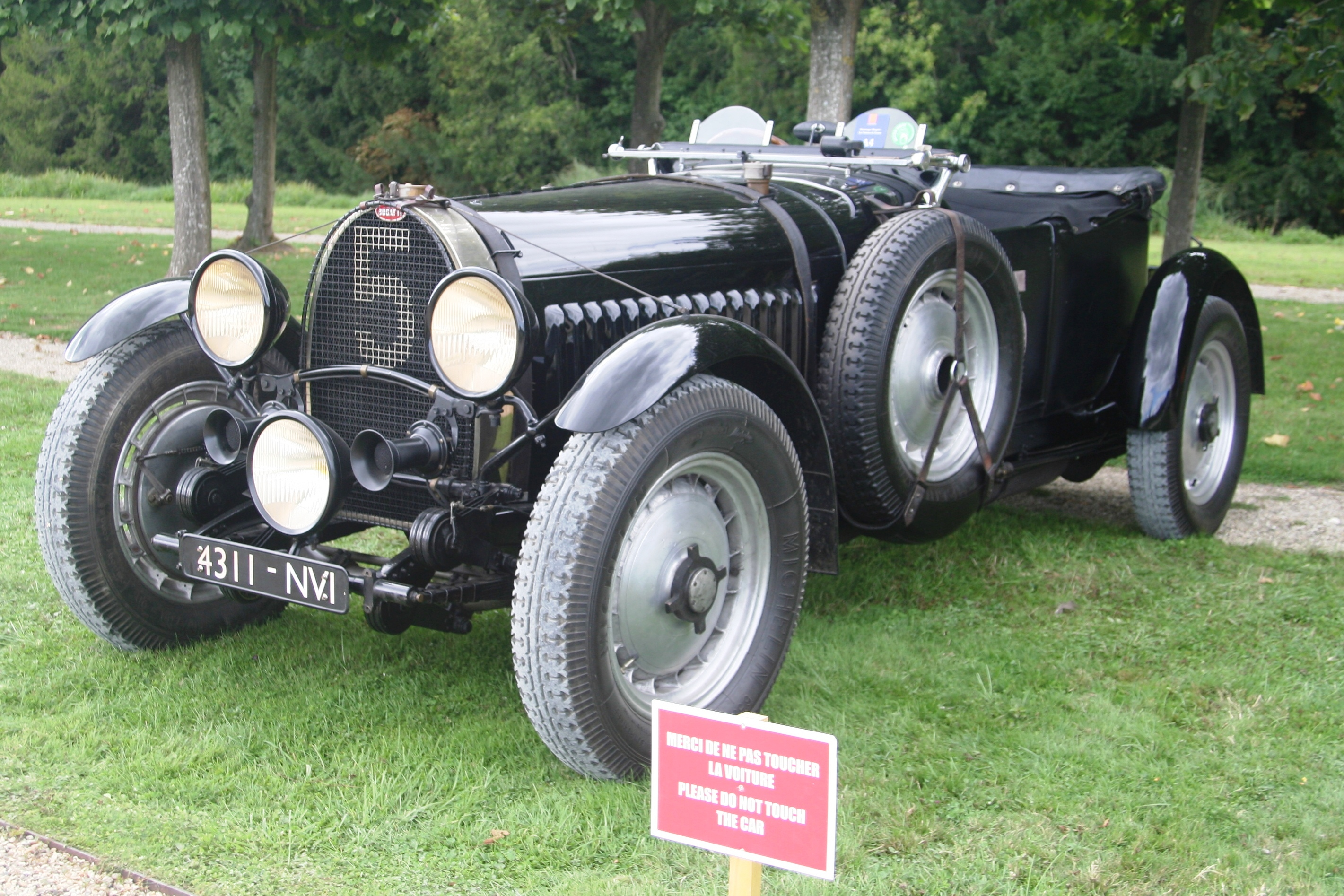
Bugatti Type 50 (1931)
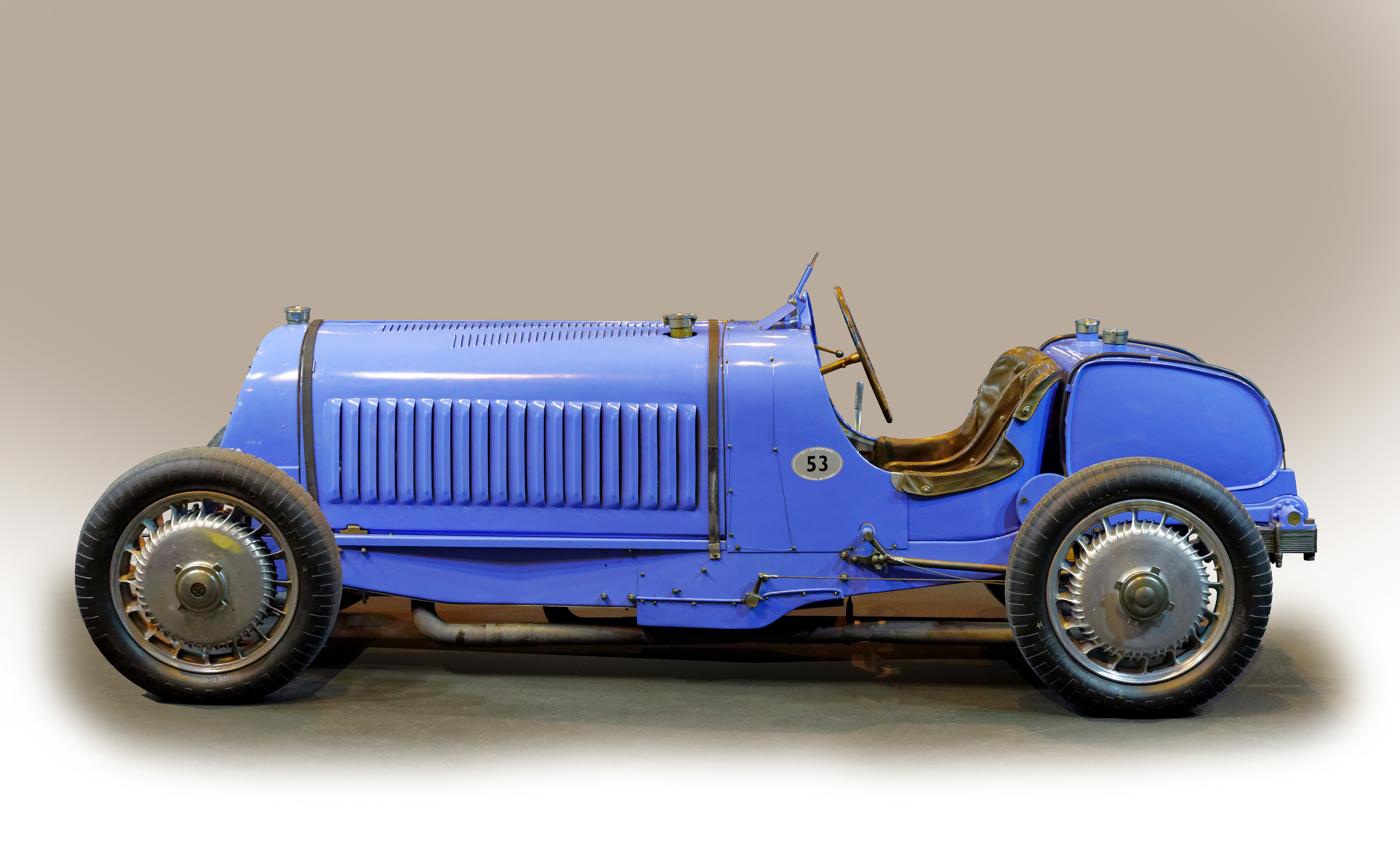
Bugatti Type 53 (1931)
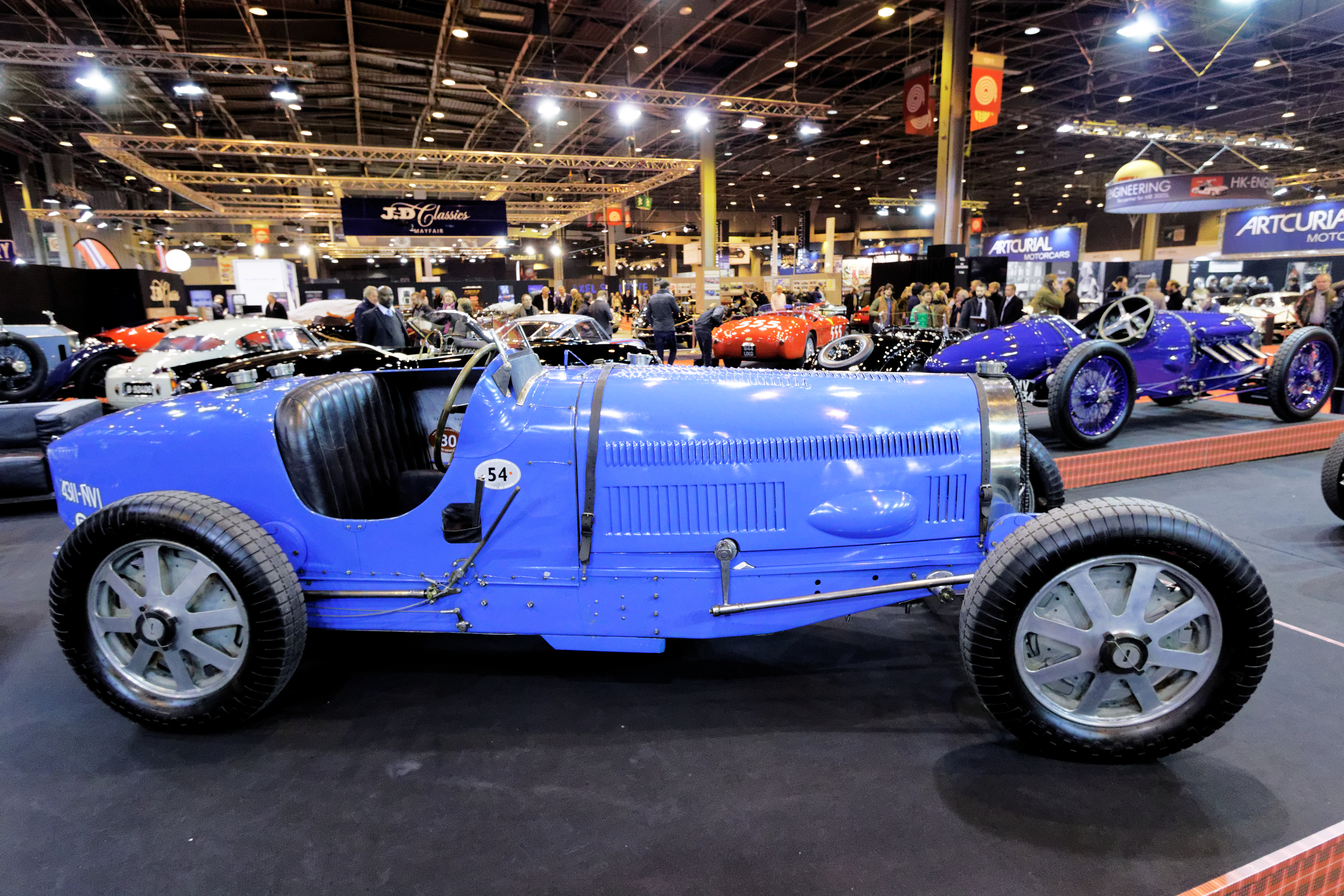
Bugatti Type 54 GP (1932)

Elle commence sa carrière avec le pilote Bugatti Albert Divo qui l’essai sur le circuit du Grand Prix automobile de Monaco 1932 (qu'il termine à la 9e place au volant d'une Bugatti Type 51).

## Palmarès partiel
Elle remporte en particulier : 
- 1932 : record de vitesse en montée de la course de côte Nice - La Turbie, par Louis Chiron[7] (remportée par Jean-Pierre Wimille sur Bugatti Type 54).
- 1932 : 2e de la course de côte du Mont Ventoux, avec Albert Divo.
- 1933 : meilleur temps d'essai de la course de côte de Shelsley Walsh, avec Jean Bugatti.
- 1934 : victoire et record de vitesse de la course de côte Nice - La Turbie, avec René Dreyfus.
- 1935 : victoire de la course de côte de Château-Thierry, avec Robert Benoist[8].